# Djama Elmi God
 (juillet 2017).
 (juillet 2017).
Si vous disposez d'ouvrages ou d'articles de référence ou si vous connaissez des sites web de qualité traitant du thème abordé ici, merci de compléter l'article en donnant les références utiles à sa vérifiabilité et en les liant à la section « Notes et références ».
Djama Elmi God (en somali : Jaamac Cilmi Good ; en arabe : جامع علمي جود), né en 1948 dans la plaine de Gerissa (Somaliland) et mort en 1996 à Djibouti, est un artiste peintre djiboutien.

## Biographie
Djama est le fils d’Elmi God Barreh, notable issa mort à Hargeisa en 2010. Il a vécu ses premières années dans la plaine de Gerissa. Vers l’âge de 5 à 7 ans, son père voit son don pour les sculptures sur argile, et décide de le scolariser. Il rejoint à Dire Dawa en Éthiopie son cousin, Houssein Qalinleh God. Il y suit des études primaires. Il fait ses études secondaires à Hargeisa, au collège « argeisa Intermediate School » et au lycée « Hargeisa Boys' Secondary School ».[réf. nécessaire]
À Djibouti, il milite brièvement dans le camp indépendantiste. Il s'installe à Mogadiscio, puis bénéficie d'une bourse du gouvernement somalien pour l’Italie, où il sera diplômé de l'Académie des Beaux-arts de Ravenne.[réf. nécessaire]
A son retour d’Italie dans les années 1970, il devient cadre au ministère de la Culture et de la Propagande somalien. Il a pour élèves, notamment, le dessinateur et caricaturiste Amin Amir ou Khalil Massori qui, plus tard, le rejoint à Djibouti.[réf. nécessaire]
En 1977, le territoire français des Afars et des Issas devient indépendant sous le nom de la république de Djibouti. Il s'y installe. Il est condamné à mort par la Somalie, jusqu'à la visite d’État de 1989 du président djiboutien Hassan Gouled Aptidon en Somalie. Après quelques années difficiles, il décroche un poste de professeur au tout nouveau Lycée d'enseignement professionnel (L.E.P) d’Ali Sabieh en 1984. Il s'installe en 1985 dans la capitale et travaille au L.E.P de Djibouti comme professeur de « dessin génie », jusqu’à sa mort.[réf. nécessaire]

## Famille
Il épouse Roukia Ahmed Ali en 1981 et avec qui il aura neuf enfants : trois filles (Fatouma, Zalwa, Asrar) et six garçons (Mahad, God, Robleh, Abdourahman, Abdoulkhaliq et Ismaël).[réf. nécessaire]

## Œuvres
La peinture est son mode d'expression principal. Il expose à l’ONU, à la Ligue arabe ou l’IGAD, et répond à des commandes de l'ONTA ou de la Poste.
Comme sculpteur, il a réalisé les deux lions de l’entrée du bâtiment de l’état major djiboutien, et la statue sur le parvis du Palais du Peuple. [réf. nécessaire]
Il a réalisé le logo de la compagnie aérienne privée Daallo Airlines, dont la calligraphie rappelle une colombe et un avion ; et celui de Djibouti Airlines appartenant à Moussa Rayaleh Waberi.
Il a réalisé les illustrations de l'ouvrage Hoobaanta afka hooyo («Les fruits murs de la langue maternelle») de Saïd Ahmed Warsama, traduit par Aïdid Aden, ainsi que la couverture de l’un des plus grands best-sellers djiboutien : l’ouvrage du docteur Ali Moussa Iye  Le Verdict de l’arbre.
Jusqu’au début des années 1990, il signe les caricatures dans le quotidien gouvernemental La Nation, avec le personnage de Samireh, nomade urbanisé scrutant la société djiboutienne.
Ses œuvres ont orné de nombreux timbres djiboutiens,.

## Notoriété
Il est connu sous son nom d’artiste « God» (nom somali du serpent «mamba noir»), mais il signe aussi « Elmi» en hommage à son père, voire « Djama».
Il est considéré comme un éminent artiste plasticien djiboutien ; il est mentionné dans l'encyclopédie « Thieme-Becker » (ThB). Il jouit d'une reconnaissance nationale. Son nom a été attribué à la première galerie d’art permanente à Djibouti. Il est cité dans le domaine de l'art plastique, seul ou parmi d’autres artistes, et dans certains guides touristiques (Petit Futé, Lonely Planet) ou la Revue Noire[réf. incomplète], sur Djibouti.

## Postérité
La première galerie d'art d'exposition permanente de Djibouti, la « Galerie God » lui est dédiée. Il est un modèle pour ses contemporains. Collègues et/ou disciples l’ayant connu vivant, jeunes en voie de s'affirmer dans le milieu, le voient comme un « doyen ». C'est ainsi que préfère l’appeler Rifki Bamakhrama, figure artistique djiboutienne, ancien ministre de la Culture, à qui l’on doit la création de la « Galerie God », mais aussi la volonté de sauver certaines de ses œuvres.
La jeune génération le considère comme modèle, de par sa technique mais aussi de par son insertion économique, puisqu’il fut un des rares artistes djiboutiens tous domaines confondus, à bien vivre de son art.[réf. nécessaire]